# Détenus fantômes
Les détenus fantômes (ghost detainees) est le terme officiel utilisé par l'administration Bush pour désigner les personnes emprisonnées dans des centres de détention de manière anonyme et clandestine (ils ne sont pas enregistrés). Bien que non officiel par la nature même de leur statut clandestin, on estime leur nombre à environ une centaine. 
Les détenus fantômes sont à distinguer des prisonniers extra-juridiques des États-Unis (enfermés dans le camp de Guantanamo et dans d'autres « sites noirs » ou centres de détention clandestins), dans la mesure où ces derniers sont enregistrés, bien qu'ils ne bénéficient pas de la protection accordée à toute personne emprisonnée selon les règles édictées par le droit américain. Néanmoins, une partie de ces détenus extra-juridiques sont bien des détenus fantômes (ainsi, certains individus enfermés à Guantanamo, notamment dans le camp n° 7, et ailleurs le sont de manière complètement secrète, créant ainsi une sorte de statut extra-juridique à l'intérieur de l'extra-juridicité elle-même, ou mise à l'abyme de l'état d'exception appliqué à ces personnes).
La plupart des détenus fantômes capturés dans le cadre de ladite « guerre contre le terrorisme » menée par Washington ont ensuite été victimes des procédures dites d' « extraordinary rendition », consistant à les transférer vers des pays alliés (notamment au Moyen-Orient et en Asie centrale) où ils sont ensuite torturés (selon des ONG telles qu'Amnesty International, il s'agit là d'une sorte d' « externalisation de la torture »).

## Dévoilement de l'existence des «détenus fantômes»
La pratique d'emprisonnement de détenus fantômes a été dévoilée à l'opinion publique mondiale lorsque le Washington Post publia en 2004 un récit affirmant que l'armée américaine et la CIA détenaient au secret et en excluant toute protection juridique des « combattants ennemis » (selon la terminologie adoptée par Washington) dans la prison d'Abou Ghraib
. Le département de la Défense a reconnu avoir procédé à de telles détentions secrètes, tout en affirmant qu'il s'agissait là d'occurrences isolées. En revanche, des documents obtenus par le Washington Post montraient que « des détenus non enregistrés [par l'administration pénitentiaire militaire d'Abou Ghraib] de la CIA étaient amenés à Abou Ghraib plusieurs fois par semaine en 2003 », contredisant ainsi les déclarations officielles. Le quotidien citait notamment le rapport Taguba (du nom du général Antonio Taguba, qui accusait « la 800e brigade de police militaire, qui gardait la prison, d'autoriser d’autres agences gouvernementales — un euphémisme incluant la CIA — de cacher des détenus fantômes à Abou Ghraib. La pratique, écrivait le général Taguba, était trompeuse, contraire à la doctrine de l'armée, et en violation du droit international. »
De plus, lorsqu'on apprit fin 2003 qu'un détenu connu sous le nom de Triple X était emprisonné au secret et qu'on questionna alors le secrétaire à la Défense Donald Rumsfeld, celui-ci resta évasif, en se demandant pourquoi quelqu'un voudrait cacher un prisonnier des yeux de la Croix-Rouge, ce qui constitue un crime de guerre.
La BND (services secrets allemands) a déclaré le 1er juin 2006 qu'elle avait été au courant de l'enlèvement de Khalid El-Masri seize mois avant que Berlin ne soit informé officiellement de son arrestation ainsi que de son innocence. Berlin assurait auparavant n'avoir pas été au courant de son enlèvement avant son retour au pays en mai 2004.
Au moins 39 « détenus fantômes » sont détenus par la CIA dans des conditions jugées extrêmes, selon un rapport publié le 7 juin 2007 par six organisations majeures dont Amnesty International et Human Rights Watch.
Le rapport indique que, loin de viser seulement des combattants considérés comme les « pires des pires » (worst of the worst), les États-Unis emploient illégalement la « détention par procuration » pour vider ses emplacements secrets et que le système instauré concerne des détenus de moindre importance et même la détention d'épouses et d'enfants en violation flagrante des droits de l'homme. Le rapport mentionne des allégations concernant l'utilisation de la torture et de traitements cruels, inhumains ou dégradants.

## Le rapport d'Amnesty International et les réponses du gouvernement Bush
L'ONG Amnesty International a critiqué cette pratique illégale, qui interdit aux détenus en question tout contact avec leur famille ou avec des avocats, et soulignent la proximité de tels enlèvements avec les « desaparecidos » des dictatures latino-américaines au cours des années 1980. Un rapport de cette association estime à environ une centaine le nombre de détenus fantômes enfermés dans des « sites noirs ». « Guantanamo est devenu le goulag de notre temps, affirme un rapport d'Amnesty de mai 2005, légitimant la notion selon laquelle des personnes pourraient être détenues sans aucun recours devant la loi. Si Guantanamo évoque les images de la répression soviétique, les détenus fantômes — ou la détention secrète et non communiquée de détenus non enregistrés — nous ramène aux pratiques de « disparition » si populaires chez les dictateurs latino-américains dans le passé [allusion transparente à l'opération Condor et autres faits de répression]. Selon des sources officielles américaines, il pourrait y avoir plus de 100 « détenus fantômes » emprisonnés par les États-Unis. En 2004, des milliers de personnes étaient détenues par les États-Unis en Irak, des centaines en Afghanistan, et un nombre inconnu dans des sites secrets. Amnesty International demande au gouvernement américain de « fermer Guantanamo et de révéler l'existence des autres centres de détention. Ce que nous voulons dire par là : soit vous relâchez les prisonniers, soit vous les jugez en respectant les droits de la défense. »
La secrétaire d'État Condoleezza Rice a répondu à ces critiques en décembre 2005 en niant toute procédure d’extraordinary rendition vers des pays où ces prisonniers pourraient être torturés, déclarant en outre que « les États-Unis, et ces pays qui partagent cette responsabilité de défendre leurs citoyens, utiliseront toutes les armes légales pour vaincre ces terroristes ». Une telle affirmation a été démentie par de nombreux faits, révélés par la presse au cours des mois suivants. En septembre 2006, le président Bush reconnaissait lui-même — en la justifiant — l'existence des prisons secrètes de la CIA situés hors du territoire américain, où étaient enfermés des individus hors de tout cadre juridique (qu'il soit national ou international), démentant donc les déclarations précédentes.